# M2 motorway
Der M2 motorway (englisch für ‚Autobahn M2‘) ist eine Autobahn in der englischen Grafschaft Kent. Sie ist 41,4 km lang und dient für einen Abschnitt der A2 als Umgehungsstraße. Die M2 verläuft durch den Norden Kents, Sittingbourne und Faversham und ist als einzige M-Autobahn nicht mit anderen M-Autobahnen verknüpft.
Die M2 ist die einzige Autobahn ohne ein Primärziel. In westlicher Fahrtrichtung ist zwar „London“ und in östlicher Richtung „Canterbury, Channel Tunnel, Dover“ als Ziel ausgeschildert, aber die Autobahn liegt noch nicht mal in der Nähe dieser Zielorte.

## Geschichte
Gebaut wurde die M2 in den 1960er Jahren, die Umgehungsstraße für Kents Norden wurde 1963 gebaut und der Rest 1965. Die Eröffnungen fanden in drei Schritten statt:
1. Anschluss 1 bis 2 im Jahr 1965
2. Anschluss 2 bis 5 im Jahr 1963
3. Anschluss 5 bis 7 im Jahr 1965

Es war geplant die Straße bis nach London und Dover zu verlängern, um die M2 zur Hauptverbindung zwischen London und den Kanalhäfen zu machen, aber dieses wurde nie realisiert. Ursprünglich sollte die M2 als A2(M) bezeichnet werden, aber der Daily Telegraph bezeichnete die Straße in seinen Berichten als M2, also änderte das Verkehrsministerium die Bezeichnung in M2.

### Anschluss-Verbesserungen
Bis in die 1990er Jahre wurde die M2 nicht verändert. Als die M20 zwischen London und Folkestone 1991 fertiggestellt wurde, stieg der Verkehr an, und die M2 verblieb lediglich als Umgehungsstraße für den Norden Kents. Die Anschlussstelle 1 wurde ausgebaut, als die A289 (Wainscott Northern Bypass) in den späten 1990er Jahren gebaut wurde.

### Erweiterungen
Die M2 war zwischen den Anschlussstellen 1 und 4 stark belastet, also begannen 2000 Arbeiten, um die Autobahn von einer vierspurigen zu einer achtspurigen Autobahn auszubauen. Das Projekt erforderte eine Veränderung der Anschlüsse 1 und 3 und eine zweite Brücke über den Fluss Medway. Die existierende Brücke wurde in eine vierspurige, ostwärtsverlaufende Fahrbahn umgewandelt. Die westwärtsverlaufende Fahrbahn wird durch die neue Brücke gebildet. Der vollständige Abschnitt wurde illuminiert. Die Erweiterung wurde im Juli 2003 abgeschlossen.